# Blemmyes

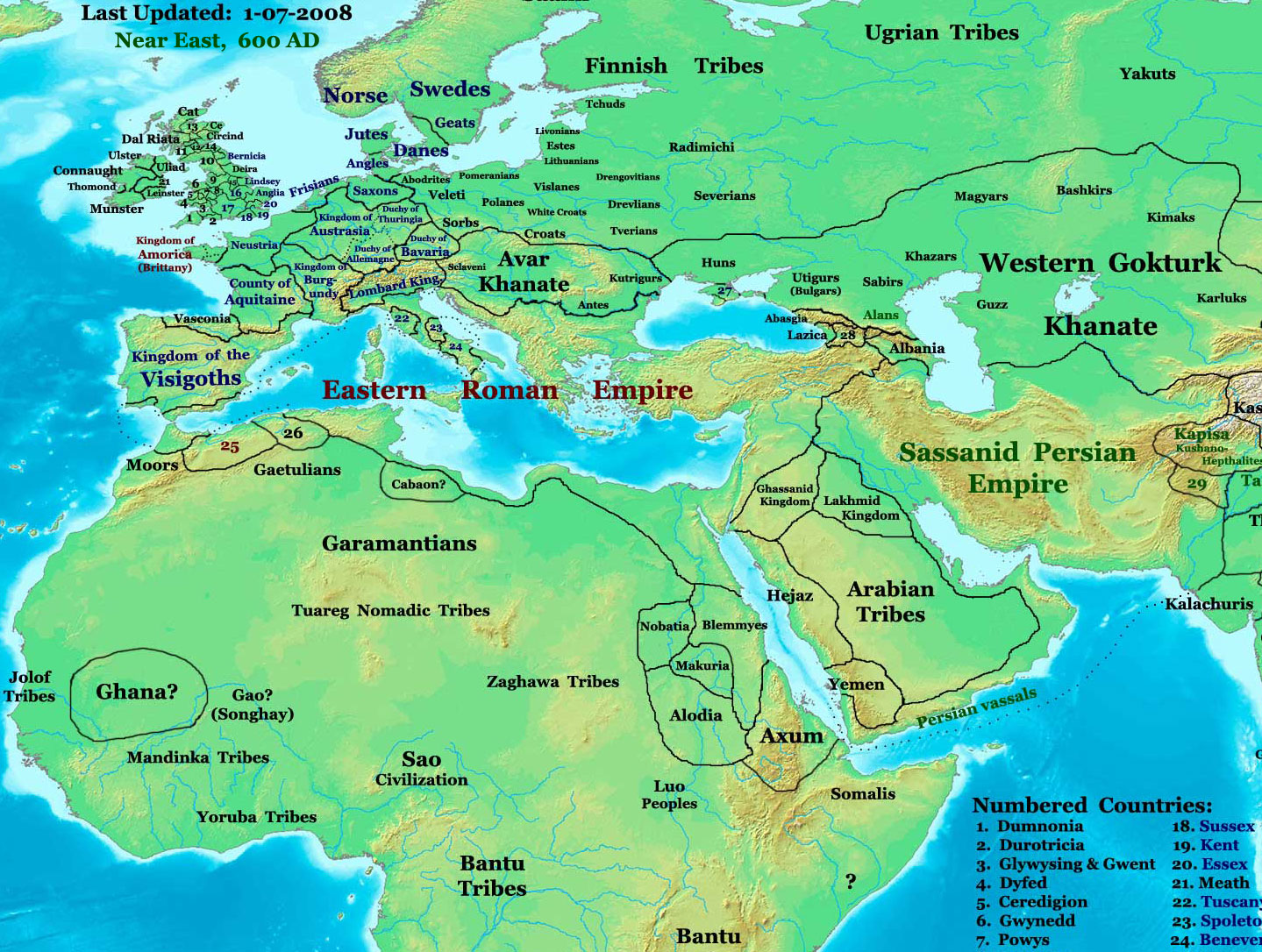
Les Blemmyes en l'an 600, au sud-est de l'Égypte, alors province de l'Empire romain d'orient.

Les Blemmyes (grec ancien : Βλέμμυες, latin : Blemmyae) sont une population nubienne qui apparaît dans la vallée du Nil à partir du milieu du IIIe siècle. Ils prennent le contrôle de la province romaine du Dodekashoinos au sud de l’Égypte au milieu du IVe siècle. Ils y constituent un royaume qui sera annexé par la Nobatie après la victoire du roi Silko sur les Blemmyes. En partie nomade, cette population est mentionnée durant les périodes ptolémaïque, romaine et byzantine au temple de Philæ, alors lieu de rencontres pacifiques entre les Égyptiens et les tribus nubiennes dont les Nobades et des Blemmyes.

## Le peuple historique
Selon L’Histoire Auguste, les Blemmyes apparaissent dans le sud de l’Égypte en soutenant en 273 l'usurpateur Firmus. L’Histoire Auguste mentionne les Blemmyes dans son énumération fantaisiste des captifs exhibés lors du triomphe d'Aurélien, célébré en 274.
Au temps de Probus, vers 280, les Blemmyes soutiennent l'insurrection de Ptolémaïs et de Coptos. Probus, lui-même ou ses officiers, matte cette révolte et selon l’Histoire Auguste « envoie des prisonniers Blemmyes à Rome dont l'étrange apparence provoqua la stupéfaction ».
Avec l'affaiblissement du pouvoir central face aux insurrections égyptiennes de Domitius Domitianus et d'Achilleus, les raids des Blemmyes continuent sur le sud de l’Égypte, d'autant plus facilement qu'ils trouvent un accueil favorable auprès des habitants de la province de Thébaïde accablés d'impots. Dioclétien mate ces révoltes et diminue la pression en abandonnant en 298 le Dodécaschène, province d'Égypte la plus au sud, trop pauvre et couteuse à protéger, et confie moyennant subsides sa défense contre les incursions blemmyes aux Nobates.
Un parti blemmye pro-romain est mentionné en 336, en tant qu'alliés des Méroites avec lesquels ils participent à une ambassade auprès de l'empereur Constantin,.
Des recherches archéologiques récentes ont révélé que les Blemmyes pourraient avoir pris possession des mines d'émeraudes situées dans la région du Wadi Sikait (appelée Mons Smaragdus à l'époque romaine) à la fin du IVe siècle.
En 394, les Blemmyes prennent le contrôle de Talmis (Kalabchah) et adoptent le culte d'Isis. Olimpiodorus visite le royaume Blemmye centré sur leur capitale religieuse Kalabcha vers 423. Selon Arthur Obluski, beaucoup d'indices laissent penser que leur royaume aurait été constitué des Blemmyes restés nomades, vivant de l'élevage de leurs troupeaux, mais contrôlant les populations sédentaires situées dans la vallée du Nil.
Lorsque les cultes païens sont interdits dans l'empire romain, le culte d'Isis reste autorisé à Philæ pour les seuls Nubiens, qui sont autorisés à prendre la statue de la déesse et l'emporter dans leur pays à partir de 453.
Leur royaume est conquis par le roi Silko de Nobatie, les Blemmyes sont chassés dans les déserts à l'est du Nil. À l'entrée du temple de Kalabsha, une inscription en grec, datée d'environ 450 rend compte de cette victoire. Elle glorifie Silko, roi des Nobades, et proclame son triomphe sur les Blemmyes.

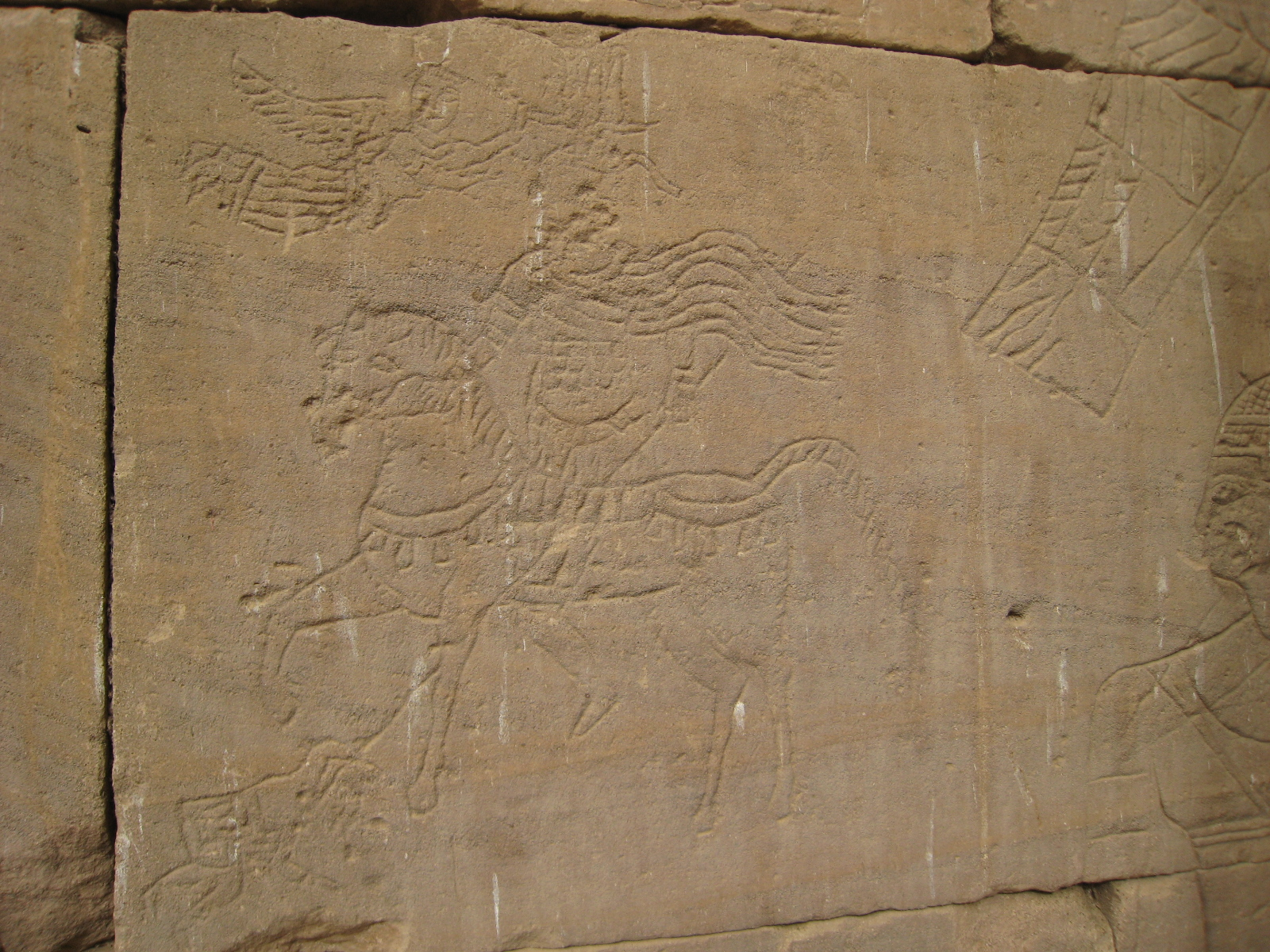
Le roi Silko à cheval transperce un ennemi couché, une victoire ailée lui appose la couronne portée par le dieu Mandoulis (couronne des pharaons de la période tardive)

Les Ababdehs modernes pourraient descendre de cette tribu, islamisée au XIIIe siècle.

## Le peuple légendaire

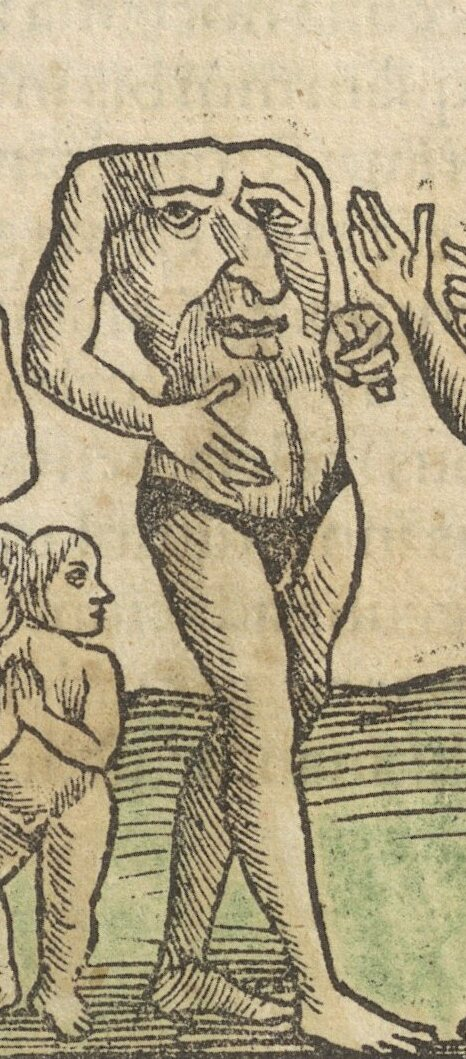
Une représentation fantaisiste des Blemmyes, tiré de la Cosmographie universelle de Sebastian Münster (1550).

Les récits fantaisistes les décrivent comme monstrueux. Pline l'Ancien les situe près de l'Éthiopie et indique qu'« on rapporte que les Blemmyes sont sans tête, et qu’ils ont la bouche et les yeux fixés à la poitrine ».
Ces personnages sont abondamment représentés au Moyen Âge. C'est l'un des premiers monstres d'origine antique qui renaît dès les « bestiaires » romans, avant la généralisation des grylles et monstres similaires au XIIIe siècle.
En 1751 dans l’Encyclopédie ou Dictionnaire raisonné des sciences, des arts et des métiers et en 1766 dans son Suppléments figurent des articles sur les Blemmyes citant la description qu'en fait Pline. Leurs rédacteurs admettent l'existence de ce peuple, mais considèrent l'absence de tête comme une fable.
La présentation fantaisiste de Pline continue d'avoir cours au XIXe siècle, comme en témoigne un mémoire présenté en 1871 à l'Académie des Inscriptions et Belles-Lettres par l'égyptologue Eugène Revillout, qui propose d'expliquer l'origine des fables sur les Blemmyes par l'apparence des Touaregs, « accoutrés de telle sorte que leur tête semble tenir sans séparation au tronc et qu'on dirait qu'ils ont les yeux et la bouche au milieu de la poitrine ».